# Buddy Buddy
Buddy Buddy è un film statunitense del 1981 diretto Billy Wilder, remake della commedia francese del 1973 Il rompiballe di Édouard Molinaro. È l'ultimo film diretto da Billy Wilder.

## Trama
Victor Clooney è un critico televisivo cinico e arrogante, che vive una forte crisi personale causata dall'abbandono della moglie, Celia, che è fuggita con il suo psicanalista, il dottor Hugo Zuckerbrot, divenutone l'amante, che gestisce una clinica per pazienti affetti da problemi sessuali.
Victor compie un estremo tentativo di recuperare la moglie e, in viaggio verso la clinica, si sente male e vomita in un autogrill, dove incontra il killer professionista Trabucco. Entrambi sono diretti alla stessa città e finiscono per alloggiare nello stesso albergo, in camere contigue. Victor chiama al telefono la moglie cercando di riconciliarsi, ma ne riceve l'ennesimo rifiuto. Deciso a farla finita con la propria esistenza, tenta il suicidio. Trabucco, dal canto suo, aveva scelto una camera di quell'albergo per compiere l'omicidio, su commissione, di un testimone chiave nel processo contro un pezzo grosso della malavita: un suicidio in albergo richiamerebbe la polizia e quindi interviene a salvare la vita di Victor. Vista l'invadenza del vicino e pur di toglierselo di torno, si offre di accompagnarlo alla clinica dove si trova la moglie, con l'intento di farlo fuori in un posto isolato. I due sono però intercettati da una partoriente con l'auto in panne e scortata da due poliziotti in moto. Allora accompagnano la donna proprio nella clinica dove c'è la moglie di Victor. Trabucco torna subito indietro, mentre Victor affronta la moglie e ne riceve ancora un rifiuto, rientrando disperato in albergo. La moglie, allarmata dai propositi suicidi del marito, chiede all'amante dottore di intervenire e si precipitano anch'essi  in albergo.
Nel caos provocato da Victor, che cerca nuovamente di suicidarsi, a Trabucco viene praticata dal dottor  Zuckerbrot, per errore, un'iniezione di tranquillante destinata all'aspirante suicida. In quelle condizioni, Trabucco non riuscirebbe mai a centrare il bersaglio. Titubante, Victor accetta la richiesta del disperato killer di sparare al posto suo. Tuttavia sbaglia il bersaglio, colpendo un poliziotto della scorta. Trabucco decide quindi di scappare vestito da prete, sempre seguito dal seccante critico. Ma il capo della scorta gli chiede di dare l'estrema unzione al ferito in fin di vita, e il riluttante Trabucco scopre che si tratta proprio della vittima predestinata: prima di cominciare il trasferimento, il responsabile dell'operazione aveva infatti scambiato, come diversivo, i vestiti del testimone con quelli di un agente.
Dato che il contratto è stato eseguito, il killer, incassato il compenso pattuito con la malavita, si ritira definitivamente su un'isola del Pacifico, per godersi quanto ha guadagnato dalla sua attività criminosa, ma viene raggiunto dal sempre più disperato critico televisivo, che nel frattempo ha fatto saltare in aria la clinica del dottore amante della moglie.